# Poświętne (Powiat Wołomiński)
Poświętne ist ein Dorf sowie Sitz der gleichnamigen Landgemeinde im Powiat Wołomiński der Woiwodschaft Masowien, Polen.

## Gemeinde
Zur Landgemeinde (gmina wiejska) Poświętne gehören folgende 28 Ortschaften mit einem Schulzenamt (sołectwo):
Choiny
Cygów
Czubajowizna
Dąbrowica
Helenów
Jadwiniew
Józefin
Kielczykowizna
Kolno
Krubki-Górki
Laskowizna
Małków
Międzyleś
Międzypole
Nadbiel
Nowe Ręczaje
Nowy Cygów
Ostrowik
Poświętne
Ręczaje Polskie
Rojków
Stróżki
Trzcinka
Turze
Wola Cygowska
Wola Ręczajska
Wólka Dąbrowicka
Zabraniec